# NoitaminA
noitaminA (ノイタミナ) – « Animation » écrit à l'envers – est une case horaire de la chaîne télévisée japonaise Fuji Television consacrée aux anime, diffusée chaque vendredi matin de 0 h 45 à 1 h 15.

## Historique
noitaminA est lancée en 2005, avec la diffusion de l'adaptation animée d'Honey and Clover.
En 2010, la plage horaire est modifiée, passant d'une demi-heure à une heure complète, avant de revenir à une demi-heure en 2015. noitaminA passe sa première série live le 8 juillet 2010, avec l'adaptation en drama de Moyasimon. Les sites de vidéos à la demande Anime Digital Network, Crunchyroll et Wakanim proposent en simulcast des anime issus de noitaminA.
En mars 2016, Fuji TV et Amazon signent un accord pour la diffusion en streaming et en avant-première des séries diffusées dans la case horaire noitaminA sur le service Amazon Prime Video.

## Séries diffusées
| #  | Titres                                                 | Horaires | Début de la diffusion                  | Fin de la diffusion            | Nb. épisodes | Studio                                  |
| -- | ------------------------------------------------------ | -------- | -------------------------------------- | ------------------------------ | ------------ | --------------------------------------- |
| 1  | Honey and Clover                                       | 00:35    | 14 avril 2005                          | 26 septembre 2005              | 24           | J.C.Staff                               |
| 2  | Paradise Kiss                                          | 00:35    | 13 octobre 2005                        | 30 décembre 2005               | 12           | Madhouse                                |
| 3  | Ayakashi: Japanese Classic Horror                      | 00:35    | 13 janvier 2006                        | 24 mars 2006                   | 11           | Toei Animation                          |
| 4  | Jyu oh sei                                             | 00:45    | 13 avril 2006                          | 22 juin 2006                   | 11           | Bones                                   |
| 5  | Honey and Clover II                                    | 00:45    | 29 juin 2006                           | 14 septembre 2006              | 12           | J.C.Staff                               |
| 6  | Hataraki Man                                           | 00:45    | 12 octobre 2006                        | 21 décembre 2006               | 11           | Gallop                                  |
| 7  | Nodame Cantabile                                       | 00:45    | 11 janvier 2007                        | 28 juin 2007                   | 23           | J.C.Staff                               |
| 8  | Mononoke                                               | 00:45    | 12 juillet 2007                        | 9 septembre 2007               | 12           | Toei Animation                          |
| 9  | Moyasimon                                              | 00:45    | 11 octobre 2007                        | 21 décembre 2007               | 11           | Shirogumi et Telecom Animation Film     |
| 10 | Hakaba Kitaro                                          | 00:45    | 10 janvier 2008                        | 21 mars 2008                   | 11           | Toei Animation                          |
| 11 | Library Wars                                           | 00:45    | 12 avril 2008                          | 26 juin 2008                   | 12           | Production I.G                          |
| 12 | Antique Bakery                                         | 00:45    | 3 juillet 2008                         | 18 septembre 2008              | 12           | Nippon Animation et Shirogumi           |
| 13 | Nodame Cantabile: Paris Chapter                        | 00:45    | 9 octobre 2008                         | 18 décembre 2008               | 11           | J.C.Staff                               |
| 14 | Genji monogatari sennenki                              | 00:45    | 15 janvier 2009                        | 26 mars 2009                   | 11           | TMS Entertainment et Tezuka Productions |
| 15 | Eden of the East                                       | 00:45    | 9 avril 2009                           | 18 juin 2009                   | 11           | Production I.G                          |
| 16 | Tôkyô Magnitude 8.0                                    | 00:45    | 9 juillet 2009                         | 17 septembre 2009              | 11           | Bones et Kinema Citrus                  |
| 17 | Trapèze                                                | 00:45    | 15 octobre 2009                        | 24 décembre 2009               | 11           | Toei Animation                          |
| 18 | Nodame Cantabile: Finale                               | 00:45    | 14 janvier 2010                        | 25 mars 2010                   | 11           | J.C.Staff                               |
| 19 | House of Five Leaves                                   | 00:45    | 15 avril 2010                          | 1er juillet 2010               | 12           | Manglobe                                |
| 20 | The Tatami Galaxy                                      | 01:15    | 22 avril 2010                          | 1er juillet 2010               | 11           | Madhouse                                |
| 21 | Moyasimon                                              | 00:45    | 8 juillet 2010                         | 16 septembre 2010              | 11           | Shirogumi                               |
| 22 | Shiki                                                  | 01:15    | 8 juillet 2010                         | 30 décembre 2010               | 22           | Daume                                   |
| 23 | Princess Jellyfish                                     | 00:45    | 15 octobre 2010                        | 30 décembre 2010               | 11           | Brain's Base                            |
| 24 | Fractale                                               | 00:45    | 14 janvier 2011                        | 31 mars 2011                   | 11           | A-1 Pictures et Ordet                   |
| 25 | Hōrō musuko                                            | 01:15    | 14 janvier 2011                        | 31 mars 2011                   | 11           | AIC                                     |
| 26 | C                                                      | 00:45    | 14 avril 2011                          | 23 juin 2011                   | 11           | Tatsunoko                               |
| 27 | Ano hi mita hana no namae o bokutachi wa mada shiranai | 01:15    | 14 avril 2011 11 juillet 2013 (rediff) | 23 juin 2011 19 septembre 2013 | 11           | A-1 Pictures                            |
| 28 | Un drôle de père                                       | 00:45    | 7 juillet 2011                         | 16 septembre 2011              | 11           | Production I.G                          |
| 29 | No. 6                                                  | 01:15    | 7 juillet 2011                         | 16 septembre 2011              | 11           | Bones                                   |
| 30 | Un-Go                                                  | 00:45    | 13 octobre 2011                        | 23 décembre 2011               | 11           | Bones                                   |
| 31 | Guilty Crown                                           | 01:15    | 13 octobre 2011                        | 22 mars 2012                   | 22           | Production I.G                          |
| 32 | Thermae Romae                                          | 00:45    | 12 janvier 2012                        | 26 janvier 2012                | 3            | DLE                                     |
| 33 | Black Rock Shooter                                     | 00:45    | 2 février 2012                         | 22 mars 2012                   | 8            | Ordet                                   |
| 34 | Kids on the Slope                                      | 00:45    | 12 avril 2012                          | 28 juin 2012                   | 12           | Tezuka Productions et MAPPA             |
| 35 | Tsuritama                                              | 01:15    | 12 avril 2012                          | 28 juin 2012                   | 12           | A-1 Pictures                            |
| 36 | Moyasimon Returns                                      | 00:45    | 5 juillet 2012                         | 13 septembre 2012              | 11           | Shirogumi et Telecom Animation Film     |
| 37 | Les Fleurs du passé                                    | 01:15    | 5 juillet 2012                         | 13 septembre 2012              | 11           | Dogakobo                                |
| 38 | Psycho-Pass                                            | 00:45    | 11 octobre 2012                        | 21 mars 2013                   | 22           | Production I.G                          |
| 39 | Robotics;Notes                                         | 01:15    | 11 octobre 2012                        | 21 mars 2013                   | 22           | Production I.G                          |
| 40 | Katanagatari                                           | 00:45    | 11 avril 2013                          | 27 juin 2013                   | 12           | White Fox                               |
| 41 | Silver Spoon                                           | 00:45    | 11 juillet 2013                        | 19 septembre 2013              | 11           | A-1 Pictures                            |
| 42 | Galilei Donna                                          | 00:45    | 11 octobre 2013                        | 20 décembre 2013               | 11           | A-1 Pictures                            |
| 43 | Samurai Flamenco                                       | 01:15    | 11 octobre 2013                        | 27 mars 2014                   | 22           | Manglobe                                |
| 44 | Silver Spoon Saison 2                                  | 00:45    | 9 janvier 2014                         | 27 mars 2014                   | 11           | A-1 Pictures                            |
| 45 | Ping Pong The Animation                                | 00:45    | 10 avril 2014                          | 19 juin 2014                   | 11           | Tatsunoko                               |
| 46 | Nanana's Buried Treasure                               | 01:15    | 10 avril 2014                          | 19 juin 2014                   | 11           | A-1 Pictures                            |
| 47 | Terror in Resonance                                    | 00:45    | 10 juillet 2014                        | 25 septembre 2014              | 11           | MAPPA                                   |
| 48 | Psycho-Pass Saison 2                                   | 00:45    | 9 octobre 2014                         | 18 décembre 2014               | 11           | Tatsunoko                               |
| 49 | Your Lie in April                                      | 01:15    | 9 octobre 2014                         | 19 mars 2015                   | 22           | A-1 Pictures                            |
| 50 | Saenai Heroine no Sodatekata                           | 00:45    | 8 janvier 2015                         | 26 mars 2015                   | 12           | A-1 Pictures                            |
| 51 | Punch Line                                             | 00:55    | 9 avril 2015                           | 25 juin 2015                   | 12           | MAPPA                                   |
| 52 | Rampo kitan: Game of Laplace                           | 00:55    | 2 juillet 2015                         | 17 septembre 2015              | 11           | Lerche                                  |
| 53 | F - The Perfect Insider                                | 00:55    | 8 octobre 2015                         | 17 décembre 2015               | 11           | A-1 Pictures                            |
| 54 | Erased                                                 | 00:55    | 7 janvier 2016                         | 24 mars 2016                   | 12           | A-1 Pictures                            |
| 55 | Kabaneri of the Iron Fortress                          | 00:55    | 7 avril 2016                           | 30 juin 2016                   | 12           | Wit Studio                              |
| 56 | Battery                                                | 00:55    | 14 juillet 2016                        | 22 septembre 2016              | 11           | Zero-G                                  |
| 57 | The Great Passage                                      | 00:55    | 13 octobre 2016                        | 23 décembre 2016               | 11           | Zexcs                                   |
| 58 | Kuzu no honkai                                         | 00:55    | 12 janvier 2017                        | 30 mars 2017                   | 12           | Lerche                                  |
| 59 | Saenai Heroine no Sodatekata Flat                      | 00:55    | 13 avril 2017,                         | 23 juin 2017                   | 11           | A-1 Pictures                            |
| 60 | Dive!!                                                 | 00:55    | 6 juillet 2017                         | 21 septembre 2017              | 12           | Zero-G                                  |
| 61 | Last Hero Inuyashiki                                   | 00:55    | 13 octobre 2017                        | 22 décembre 2017               | 11           | MAPPA                                   |
| 62 | Koi wa ameagari no yō ni                               | 00:55    | 12 janvier 2018                        | 30 mars 2018                   | 12           | Wit Studio                              |
| 63 | Wotaku ni koi wa muzukashii                            | 00:55    | 13 avril 2018                          | 22 juin 2018                   | 11           | A-1 Pictures                            |
| 64 | Banana Fish                                            | 00:55    | 6 juillet 2018                         | 21 décembre 2018               | 24           | MAPPA                                   |
| 65 | The Promised Neverland                                 | 00:55    | 10 janvier 2019 Juillet 2020 (rediff)  | 29 mars 2019 Septembre 2020    | 12           | CloverWorks                             |
| 66 | Sarazanmai                                             | 00:55    | 11 avril 2019                          | 21 juin 2019                   | 11           | MAPPA et Lapin Track                    |
| 67 | Given                                                  | 00:55    | 12 juillet 2019                        | 20 septembre 2019              | 11           | Lerche                                  |
| 68 | Psycho-Pass 3                                          | 00:55    | 25 octobre 2019                        | 13 décembre 2019               | 8            | Production I.G                          |
| 69 | Uchi Tama!?: Uchi no Tama shirimasen ka?               | 00:55    | 10 janvier 2020                        | 20 mars 2020                   | 11           | MAPPA et Lapin Track                    |
| 70 | The Millionaire Detective - Balance: Unlimited         | 00:55    | 10 avril 2020                          | 25 septembre 2020              | 11           | CloverWorks                             |
| 71 | The Promised Neverland 2                               | 01:25,   | 8 janvier 2021                         | 25 mars 2021                   | 11           | CloverWorks                             |
| 72 | 2.43: Seiin High School Boys Volleyball Team           | 00:55,   | 8 janvier 2021                         | 26 mars 2021                   | 12           | David Production                        |
| 73 | Backflip!! (en)                                        | 00:55    | 9 avril 2021                           | 25 juin 2021                   | 12           | Zexcs                                   |
| 74 | Heion Sedai no Idaten-tachi                            | 00:55    | 23 juillet 2021                        | 1er octobre 2021               | 11           | MAPPA                                   |
| 75 | Ranking of Kings                                       | 00:55    | 15 octobre 2021                        | 25 mars 2022                   | 23           | Wit Studio                              |
| 76 | Call of the Night                                      | 00:55    | 8 juillet 2022                         | 30 septembre 2022              | 13           | Liden Films                             |
| 77 | Lamu                                                   | 00:55    | 14 octobre 2022                        | 23 mars 2023                   | 23           | David Production                        |
| 78 | Ranking of Kings - Yūki no Takarabako                  | 00:55    | 13 avril 2023                          | 15 juin 2023                   | 10           | Wit Studio                              |
| 79 | Kenshin le Vagabond                                    | 00:55    | 7 juillet 2023                         | 15 décembre 2023               | 24           | Liden Films                             |
| 80 | Lamu (saison 2)                                        | 00:55    | 12 janvier 2024                        | 21 juin 2024                   | 24           | David Production                        |
| 81 | Senpai wa Otokonoko (en)                               | 00:55    | 5 juillet 2024                         | 27 septembre 2024              | 24           | Project No.9                            |
| 82 | Kenshin le Vagabond (saison 2)                         | 00:55    | 4 octobre 2024                         | À annoncer                     | À annoncer   | Liden Films                             |
| 83 | Call of the Night (saison 2)                           | 00:55    | À annoncer                             | À annoncer                     | À annoncer   | Liden Films                             |